# Robert MacLaren
Robert MacLaren (ur. 14 listopada 1966 w Epsom) – brytyjski okulista i mikrochirurg; od 2009 profesor okulistyki Uniwersytetu Oksfordzkiego oraz (od 2006) honorowy konsultant w zakresie chirurgii witreoretinalnej w londyńskim Moorfields Eye Hospital. Specjalizuje się w nowych technikach mikrochirurgii oka (chirurgia terapii genowej schorzeń siatkówki, okulistyczne zastosowania komórek macierzystych, elektronika w terapiach siatkówkowych oraz nowe soczewki wewnątrzgałkowe w chirurgii zaćmy).

## Życiorys
Studia medyczne ukończył na Uniwersytecie Edynburskim w 1990. Doktoryzował się w 1995 na Uniwersytecie Oksfordzkim na podstawie pracy dotyczącej regeneracji nerwu wzrokowego. W londyńskim Moorfields Eye Hospital rozpoczął pracę w 2001. W 2006 awansował tam z resident and clinical research fellow na honorowego konsultanta chirurgii witreoretinalnej. W 2007 dołączył do oksfordzkiego Merton College. 
Od 2009 jest honorowym profesorem okulistyki w University College London (UCL Institute of Ophthalmology) oraz profesorem okulistyki Uniwersytetu Oksfordzkiego.
Jest członkiem szeregu brytyjskich towarzystw naukowych: Royal College of Ophthalmologists (od 2003), Royal College of Surgeons of Edinburgh oraz Higher Education Academy. Jest też cywilnym okulistą-konsultantem w Royal Navy. 
Wielokrotnie nagradzany, m.in. ARVO Camras Award for Translational Research, RP Fighting Blindness Scientist of the Year Award oraz Euretina Innovation Award. 
W 2014 został współzałożycielem oksfordzkiej firmy biotechnologicznej o nazwie Nightstar, której celem jest rozwijanie nowych terapii genowych dla pacjentów dotkniętych schorzeniami siatkówki. Serwis theophthalmologist.com umieścił go na The Power List 2016 - zestawieniu 100 najbardziej wpływowych okulistów świata w roku 2016.
Artykuły publikował w takich czasopismach jak m.in. „Nature", „The Lancet", „Ophthalmology", „Journal of Cataract and Refractive Surgery", „Investigative Ophthalmology & Visual Science" oraz „American Journal of Ophthalmology".
We wrześniu 2016 wykonał pierwszą na świecie operację siatkówki oka z wykorzystaniem robota witreoretinalnego sterowanego joystickiem.